# Aftermath
Aftermath er det fjerde  engelske, og det sjette  amerikanske studio album fra The Rolling Stones som blev udgivet i 1966. Albummet viste sig at være en vigtig milepæl for bandet, da dette var det første album hvor det hele var skrevet udelukket af Mick Jagger og Keith Richards.
Albummet var også bemærkelsesværdig ved at det eksperimenterede musikalske for eksempel Brian Jones – der med stor sandsynlighed var blevet inspireret af George Harrisons brug af slide guitar – spillede forskellige instrumenter, hvilket var fremtrædende på alle numrene specielt "Paint It Black" hvor han spillede på sitar, og dulmimer på "Lady Jane" og "I Am Waiting".
Endnu en gang blev der udgivet to versioner af albummet. Den første udgivelse af Aftermath var i april 1966 og var 14 numre lang, og blev af mange betragte som den definitive version. Til trods for nogle problemer med LP singlerne, blev Aftermath på de engelske charts i 8 uger, hvor den lå i toppen. 
I USA var 14 numre dog for meget for befolkningen så bandet måtte tage nogle af sangene væk. Det blev "Out Of Time", "Take It OR Leave It" og "What To Do" der blev fjernet, og derefter blev albummet udgivet i juli (sangene kom dog på et senere album). "Mothers Little Helper" blev skiftet ud med succesen "Paint It Black". Til trods for at nogle af sangene blev fjerne, blev albummet nummer 2, og solgte sågar til platin. 
Aftermath var vigtig til at vise sammenarbejdet mellem  Jagger og  Richards havde forbedret sig meget siden begyndelsen. Nu fik de lige så meget respekt som makkerparret  Lennon /  McCartney og Bob Dylan. Det viste også at The Rolling Stones var vokset fra at være nogle  R’n’B entusiaster til at være en gruppe, der kunne producere deres egne sange. 

## Spor

### Udgivelsen i England
Alle sangene skrevet af Mick Jagger and Keith Richards.  
1. "Mother's Little Helper" – 2:45
2. "Stupid Girl" – 2:55
3. "Lady Jane" – 3:08
4. "Under My Thumb" – 3:41
5. "Doncha Bother Me" – 2:41
6. "Going Home" – 11:13
7. "Flight 505" – 3:27
8. "High and Dry" – 3:08
9. "Out of Time" – 5:37
10. "It's Not Easy" – 2:56
11. "I Am Waiting" – 3:11
12. "Take It or Leave It" – 2:47
13. "Think" – 3:09
14. "What to Do" – 2:32

### Udgivelsen i USA
1. "Paint It, Black" – 3:45
2. "Stupid Girl" – 2:55
3. "Lady Jane" – 3:09
4. "Under My Thumb" – 3:41
5. "Doncha Bother Me" – 2:41
6. "Think" – 3:09
7. "Flight 505" – 3:27
8. "High And Dry" – 3:08
9. "It's Not Easy" – 2:56
10. "I Am Waiting" – 3:11
11. "Going Home" – 11:13

## Musikere
- Mick Jagger – Sang, Kor, Mundharmonika
- Keith Richards – Akustisk Guitar, Eletriske Guitar, Kor
- Brian Jones – Eletriske Guitar, Akustisk Guitar, Mundharmonika, Dulcimer, Slide Guitar, Sitar, Tamborin, Klaver, Orgel, Cembalo, Marimba, Saxofon
- Charlie Watts – Trommer
- Bill Wyman – Bass, Klaver, Orgel
- Jack Nitzsche – Percussion, Klaver, Cembalo
- Ian Stewart – Klaver, Orgel